# 터키 (영화)
《터키》(영어: Free Birds)는 2013년 공개된 미국의 SF 코미디 버디 애니메이션 영화이다. 오언 윌슨, 우디 해럴슨, 에이미 폴러 등이 목소리 연기를 맡았다.

## 줄거리
칠면조 레지는 추수감사절을 앞두고 대통령에게 사면을 받는 칠면조로 뽑혀 캠프 데이비드에서 텔레노벨라와 피자가 함께 하는 안락한 삶을 즐기게 된다.
어느 날 밤 레지는 "칠면조 해방 전선"의 제이크에게 납치된다. 제이크는 "위대한 칠면조"에게서 레지와 함께 추수감사절 식탁에 칠면조 요리가 오르는 전통이 생기는 사태를 원천봉쇄하라는 계시를 받은 참이다. 이들은 인공지능 스티브가 탑재된 정부의 타임 머신을 훔쳐 1621년에 벌어진 최초의 추수감사절로부터 삼일 전에 당도한다. 브로드비크가 추장으로 있는 원주민 칠면조 부족은 정착민들이 출몰한 후로 생명을 부지하기 위해 지하에 내몰려있다. 한편 레지는 브로드비크의 자녀 제니에게 반한다.
제이크와 레지는 함께 정착민 무기고를 파괴하지만 제이크가 복귀하는 길 내내 화약 가루를 흘리면서 정착민들에게 은신처 위치를 안내하는 꼴이 되고 만다. 스탠디시가 이끄는 정착민들은 칠면조들을 사냥하고, 브로드비크는 칠면조들이 무사히 도망할 수 있도록 자신의 목숨을 희생한다.
면목이 없어진 레지는 다 포기하고 현재로 되돌아간다. 그러나 레지는 세 시점의 미래에서 온 레지 자신들을 만나면서 실은 자신이 바로 위대한 칠면조라는 걸 알게 된다. 레지는 젊은 제이크 앞에 위대한 칠면조로 나타난 다음 1621년으로 회귀하여 새 추장이 된 제니가 정착민들과 전투를 벌이는 현장에 도착한다.
레지가 칠면조들을 향해 발사된 대포알을 되돌린 뒤에도 악착같이 칠면조들에게 대포를 쏘려고 하던 스탠디시는 하늘로 날아가 시간의 흐름 속에 갇힌다. 레지는 남은 정착민들과 마사소이트 휘하 원주민들에게 칠면조보다는 피자가 낫다고 설득하는 데 성공한다.
레지는 제니와 17세기에 머물기로 하고, 제이크는 현대에서 살기로 한다. 그러나 현재에서 몇 년을 보낸 제이크는 엔딩 크레디트 중간에 한 쪽 팔엔 닭을, 다른 한 쪽 팔엔 오리를 끼고 1621년으로 돌아와 심각한 얼굴로 터더킨이라는 거 들어봤냐고 묻는다.

## 목소리 출연
- 오언 윌슨 - 레지 역
- 우디 해럴슨 - 제이크 역
- 에이미 폴러 - 제니 역
- 조지 타케이 - 스티브 역
- 콜름 미니 - 스탠디시 역
- 키스 데이비드 - 브로드비크 추장 역
- 댄 포글러 - 브래드퍼드 지사 역
- 지미 헤이워드 - 대통령 / 레인저 / 레더비크 / 방호복 2 역
- 케이틀린 메이어 - 대통령의 딸 역
- 카를로스 알라스라키 - 에이머스 역
- 제프 비앙컬라나 - 세이건 장군 / 방호복 1 역
- 대니 케리 - 대니 역
- 카를로스 폰세 - 해설 / 알레한드로 역
- 로버트 벨트란 - 마사소이트 추장 역
- 레슬리 니콜 - 정착민 여성 역
- 스콧 모저 - 피자 두드 역
- 로런 볼스 - 제이크의 어머니 역
- 드와이트 하워드 - 콜드 터키 역
- 조시 로슨 - 거스 역
- 데이비드 S. 리
- 얼리나 필런
- 윌리엄 모건 셰퍼드

## 기타 제작진
- 총괄 제작: 에런 워너
- 배역: 케리 록, 젠 루딘
- 제작 관리: 제이슨 브루어
- 조감독: 크리스 디지어바니
- 애니메이터: 리치 매케인
- 음향 편집 감독: 데니스 레너드
- 재녹음 믹싱·음향 디자인: 랜디 톰
- 시각 효과 감독: 월터 번스